# Apogon gouldi
 Apogon gouldi és una espècie de peix de la família dels apogònids i de l'ordre dels perciformes.

## Morfologia
Els mascles poden assolir els 6,6 cm de longitud total.

## Distribució geogràfica
Es troba a l'oest de l'Atlàntic central: Bermuda, Bahames i Mèxic.